# Roger Louis
Pour les articles homonymes, voir Louis.
Roger Louis (né le 29 janvier 1925 à Arras et mort le 24 juin 1982 à Paris) est un journaliste de télévision français.

## Biographie

### Famille et formation
Son père, René Louis, est directeur d'une coopérative agricole. Élève à Arras, Roger Louis a pour professeur d'anglais Guy Mollet et veut devenir journaliste, contre l'avis de son père. Il obtient une licence ès sciences, devient professeur au lycée de Laon puis au collège de Château-Thierry.
Dans les années 1950, alors qu'il enseigne à Château-Thierry, il fonde dans l'Aisne, à Nogentel, le premier « télé-club » rural. Sur le principe du ciné-club, on installe dans une salle communale un téléviseur auquel on adjoint parfois un projecteur spécial qui permet d'agrandir l'image qui est alors diffusée sur un écran de 120 cm. Les habitants peuvent lors de soirées spécialement organisées venir voir les émissions proposées par la télévision, puis il s'ensuit un débat sur l'émission présentée. En 1962, il y a plus de 200 télé-clubs, mais ceux-ci disparaîtront au fur et à mesure que les Français s'équiperont de téléviseurs.

### Carrière
Il est remarqué par Jean d'Arcy qui lui propose alors de produire une émission hebdomadaire sur l'agriculture avec un budget de 5 000 francs pour une demi-heure. Sa première émission passe à la télévision en juillet 1950.
Il devient ensuite, en 1960, grand reporter à Cinq colonnes à la une où il assure notamment le reportage sur l'explosion de la première bombe atomique française à Reggane (Algérie). Il assure de nombreux reportages difficiles ou périlleux : la catastrophe d'Agadir (1960), en Guyane à la recherche de Raymond Maufrais, dans une léproserie, au Congo et en Algérie pendant « les événements » et notamment le putsch des généraux, dans les camps des Baluba où son caméraman Jacques Delarue filme les restes d'un repas de cannibales (cette séquence ne sera pas diffusée).
Il devient aussi producteur de l'émission scientifique Visa pour l'avenir.
Il fonde, notamment avec Marcel Trillat, le CREPAC (Centre de recherche sur l'éducation permanente et l'action culturelle), Scopcolor, société de production de tournages documentaires et d'information comme Certifié Exact, sorte de contre-pouvoir des informations officielles d'alors. Moyennant un abonnement annuel, ces documentaires ou magazines, comme il se plaisait de le souligner, étaient distribués via des associations ou des syndicats, aux mouvements culturels ou aux comités d'entreprise et aux lycées.
Il est licencié de l'ORTF en 1968.
En 1975, il doit produire, un documentaire avec Jean-Paul Sartre, que ce dernier refuse à la suite de la demande du directeur des programmes Marcel Jullian, de réaliser d'abord un épisode pilote.

### Décès
Seul journaliste à qui la télévision, en l'occurrence La 3 consacre une soirée hommage. Une des plus récentes émissions diffusées sur Antenne 2 est celle où il reçoit François Mitterrand (élu en mai 1981, quelques jours après), Véronique Niobey (médecin), et Louise Gerbet (fille d'un poilu mort à Verdun et veuve de Jo Darlay's, speaker lyonnais), émission réalisée fin avril 1981 et filmée par Serge Moati. Le tournage est réalisé en présence des futurs ministres, Laurent Fabius, Robert Badinter, Jack Lang, qui n'apparaissent pas dans l'émission mais ont aidé à sa préparation
Il repose à Théminettes (Lot).